# Väinö Meltti
Väinö Johannes Meltti, född 12 mars 1898 i Viborg, död 3 maj 1964 i Helsingfors, var en finländsk politiker och ämbetsman. 
Meltti stred för de röda i finska inbördeskriget 1918, dömdes till tre års fängelse och blev filosofie kandidat 1927. Han var journalist vid det socialdemokratiska huvudorganet Suomen Sosialidemokraatti 1922–1930, föreståndare för arbetarinstitutet i Valkeakoski 1930–1932 samt för motsvarande institut i Kotka 1932–1941. Inom socialdemokratiska partiet kom han att tillhöra den av Karl H. Wiik ledda oppositionen mot Väinö Tanner. Meltti var en av de så kallade sexlingarna, vilket ledde till att han uteslöts ur Finlands riksdag, i vilken han inträtt som ersättare och dömdes till tre års fängelse. Han frigavs 1944 och medverkade därefter i bildandet av Demokratiska förbundet för Finlands folk (DFFF). Han blev landshövding i Nylands län 1946 och därigenom den förste folkdemokraten på en landshövdingspost.